# Мирон (Николич)
Епископ Мирон (в миру Михаило Николич, серб. Михаило Николић; 15 (27) февраля 1846, Капелна, Славония — 18 января 1941, Пакрац) — епископ сначала Карловацкой патриархии, а позднее — Сербской православной церкви, епископ Пакрацкий.

## Биография
Родился 27 февраля 1846 года в селе Капелна в славонской Подравине в семье священника Павла и его жены Анны.
Окончил три разряда начальной школы в Подравской Слатине, а четвёртый разряд — в Осиеке. Затем окончил гимназию в Осиеке, Сремских Карловцах и Новом Саду. Окончил духовную семинарию в Пакраце.
Служил чиновником в консисториальной канцеларии, подбележником и учителем у Даруваре.
10 октября 1870 года в Монастыре Ораховици был пострижен в монашество игуменом этого монастыря Максимом.
28 октября того же года рукоположен в сан диакона, в 1871 году был рукоположён в сан протодиакона. В 1874 году был рукоположён в сан пресвитера, в 1878 году возведён в сан архимандрита. Все эти хиротонии и хиротесии совершил епископа Пакрачский Никанор (Груич).
После его смерти, 8 апреля 1887 года, архимандрит Мирон стал мандатаром Патриарха Германа (Анджелича) в Пакрацкой епархии.
10 октября 1888 года избран епископом Пакрачским. Так как патриарх Герман вскоре умер, архимандрит Мирон был хиротонисан только в 1890 году, после избрания нового патриарха Георгия (Бранковича). Хиротонию совершили 3 мая того же года Патриарх Георгий, епископ Вршачский Нектарий (Димитриевич) и епископ Бачский Василиан (Петрович).
Как епископ особую заботу владыка Мирон уделял священникам. Он завел для них исповеди и советы для братии, создал пресвитерские библиотеки, а также основал фонд для содержания детей и сирот священников Пакрацкой епархии. Уделяя внимание образованию молодежи, он в 1893 году основал школу, приобрел для неё здание и открыл интернат для учеников из бедных семей.
28 июля 1908 года участвовал в выборах Патриарха Карловацкого. В первом туре получил 30 голосов и во второй тур не прошёл.
Во время эмиграции сербов Славонии в Америку обращал внимание священников на предупреждение отъезда среди паствы, для чего написал специальное послание.
С 1913 по 1918 год временно управлял Карловацкой митрополией.
Скончался 18 февраля 1941 года в городе Пакрац и был похоронен в церкви Гавриници.